# Pandanus lais
Pandanus lais är en enhjärtbladig växtart som beskrevs av Wilhelm Sulpiz Kurz. Pandanus lais ingår i släktet Pandanus och familjen Pandanaceae. Inga underarter finns listade.